# Championnat régional de Oeste de rugby à XV
Le Championnat régional del Oeste de rugby à XV, aussi connu en tant que Torneo del Oeste ou Torneo Cuyano, est une compétition annuelle de rugby à XV organisée en Argentine par l'Unión de Rugby de Cuyo (es).

## Histoire
La compétition débute en 2000 et comprend des clubs de Mendoza, San Luis, San Juan, Neuquén et Rio Negro. Le tournoi a souvent été dominé par les équipes de Mendoza. C'est l'un des 7 tournois de qualification pour le Nacional de Clubes et le Tournoi de l'Intérieur.

## Format
Le format du tournoi change au fil des ans et est réservé en 2016 à 10 équipes qui disputent un championnat dont les premiers de chaque groupe sont qualifiés directement pour le Top 8, avec les 4 premiers de l'année précédente, alors que les 2èmes et 3èmes disputent des barrages et les 4èmes et 5èmes se retrouvent dans la Copa de Plata.
Le format actuel est composé de trois catégories, Or, Argent et Bronze. Le plus important des trois est disputé par 8 équipes qui s'affrontent, les 4 premières allant en demi-finale 1-4 et 2-3.

## Participants
| Club                                | Ville          | Province  |
| ----------------------------------- | -------------- | --------- |
| Mendoza RC                          | Guaymallén     | Mendoza   |
| Teqüe RC                            | Maipú          | Mendoza   |
| Marista Mendoza RC                  | Luján de Cuyo  | Mendoza   |
| Los Tordos                          | Guaymallén     | Mendoza   |
| Liceo RC                            | Luján de Cuyo  | Mendoza   |
| Club Universitario                  | Guaymallén     | Mendoza   |
| Banco RC                            | Guaymallén     | Mendoza   |
| Peumayen                            | Luján de Cuyo  | Mendoza   |
| Universidad Nacional San Juan       | Pocito         | San Juan  |
| Club del Personal del Banco Mendoza | Luján de Cuyo  | Mendoza   |
| San Juan RC                         | Santa Lucía    | San Juan  |
| Belgrano RC                         | San Rafael     | Mendoza   |
| Rivadavia RC                        | Rivadavia      | Mendoza   |
| Huazihul                            | Chimbas        | San Juan  |
| Chancay RC                          | San Luis       | San Luis  |
| San Jorge RC                        | San Rafael     | Mendoza   |
| Tacuru                              | San Martín     | Mendoza   |
| Neuquén Rugby Club                  | Neuquén        | Neuquén   |
| Marabunta Rugby Club                | Cipolletti     | Rio Negro |
| Jockey Club                         | Rivadavia      | San Juan  |
| Condor RC                           | Jachal         | San Juan  |
| Mercedes RC                         | Villa Mercedes | San Luis  |
| Sporting Club Alfiles               | Rivadavia      | San Juan  |
| Los Teros RC                        | San Luis       | San Luis  |

## Palmarès
| Saison              | Vainqueur                                     | Score                                         | Finaliste                                     |
| ------------------- | --------------------------------------------- | --------------------------------------------- | --------------------------------------------- |
| 2000                | Marista Mendoza RC                            | 38 - 16                                       | Universidad Catolica de Chile                 |
| 2001                | Los Tordos                                    | 20 - 5                                        | Marista Mendoza RC                            |
| 2002                | Los Tordos                                    | 20 - 17                                       | Marista Mendoza RC                            |
| 2003                | Los Tordos                                    | 35 - 28                                       | Mendoza RC                                    |
| 2004                | Los Tordos                                    | 25 - 19                                       | Mendoza RC                                    |
| 2005                | Mendoza RC                                    | 35 - 18                                       | Marista Mendoza RC                            |
| 2006                | Marista Mendoza RC                            | 26 - 3                                        | Teqüe RC                                      |
| 2007                | Mendoza RC                                    | 25 - 22                                       | Los Tordos                                    |
| 2008                | Los Tordos                                    | 14 - 6                                        | Teqüe RC                                      |
| 2009                | Liceo RC                                      | 28 - 14                                       | Marista Mendoza RC                            |
| 2010                | Liceo RC                                      | 11 - 8                                        | Marista Mendoza RC                            |
| 2011                | Marista Mendoza RC                            | 22 - 21                                       | Liceo RC                                      |
| 2012                | Liceo RC                                      | 34 - 27                                       | Marista Mendoza RC                            |
| 2013                | Los Tordos                                    | 26 - 23                                       | Liceo RC                                      |
| 2014                | Los Tordos                                    | 34 - 33                                       | Marista Mendoza RC                            |
| 2015                | Marista Mendoza RC                            | 20 - 13                                       | Mendoza RC                                    |
| 2016                | Liceo RC                                      | 28 - 25                                       | Marista Mendoza RC                            |
| 2017                | Los Tordos                                    | 32 - 20                                       | Liceo RC                                      |
| 2018                | Los Tordos                                    | 22 - 20                                       | Marista Mendoza RC                            |
| 2019                | Marista Mendoza RC                            | 20 - 12                                       | Los Tordos                                    |
| 2020                | Suspendu en raison de la pandémie de Covid-19 | Suspendu en raison de la pandémie de Covid-19 | Suspendu en raison de la pandémie de Covid-19 |
| Apertura URC 2021   | Liceo RC                                      | Round-robin                                   | Marista Mendoza RC                            |
| Provincial URC 2021 | Los Tordos                                    | Round-robin                                   | Liceo RC                                      |
| 2021                | Marista Mendoza RC                            | 20 - 17                                       | Los Tordos                                    |
| 2022                | Teqüe RC                                      | 26 - 24                                       | Marista Mendoza RC                            |
| 2023                | Marista Mendoza RC                            | 70 - 14                                       | Liceo RC                                      |
| 2024                | Marista Mendoza RC                            | 20 - 13                                       | Los Tordos                                    |

## Bilan
| Club                          | Titre(s) | Deuxième(s) | Finales | Championnats                                            | Finales perdues                                   |
| ----------------------------- | -------- | ----------- | ------- | ------------------------------------------------------- | ------------------------------------------------- |
| Los Tordos                    | 10       | 4           | 13      | 2001-2002-2003-2004-2008 2013-2014-2017-2018-Prov. 2021 | 2007-2019-2021-2024                               |
| Marista Mendoza RC            | 8        | 11          | 18      | 2000-2006-2011-2015-2019 2021-2023-2024                 | 2001-2002-2005-2009-2010 2012-2014-2016-2018-2022 |
| Liceo RC                      | 5        | 5           | 8       | 2009-2010-2012-2016-Aper. 2021                          | 2011-2013-2017-2023                               |
| Mendoza RC                    | 2        | 3           | 5       | 2005-2007                                               | 2003-2004-2015                                    |
| Teqüe RC                      | 1        | 2           | 3       | 2022                                                    | 2006-2008                                         |
| Universidad Catolica de Chile | 0        | 1           | 1       |                                                         | 2000                                              |